# Фернандес, Марио (кёрлингист)
Ма́рио Ферна́ндес Родри́гес (исп. Mario Fernández Rodríguez; род. 9 февраля 1995) — испанский кёрлингист.

## Достижения
- Первенство Европы по кёрлингу среди юниоров: серебро (2015).

## Команды
| Сезон | Четвёртый                  | Третий                     | Второй                      | Первый                      | Запасной                                                         | Турниры              |
| ----- | -------------------------- | -------------------------- | --------------------------- | --------------------------- | ---------------------------------------------------------------- | -------------------- |
| 2012  | Серхио Вес Лабрадор        | Анхель Гарсиа Агирресабаль | Adrian Manero Vicente       | Carlos Vega Blanco          | Марио Фернандес Родригес тренер: Melanie Robillard               | ПЕКЮ 2012 (7 место)  |
| 2014  | Анхель Гарсиа Агирресабаль | Марио Фернандес Родригес   | Луис Доминго де Сан-Леандро | Эдуардо де Пас Курезес      | Andrés Garcia Aguirrezabal тренер: Antonio De Mollinedo Gonzalez | ПЕКЮ 2014 (11 место) |
| 2015  | Серхио Вес Лабрадор        | Марио Фернандес Родригес   | Эдуардо де Пас Курезес      | Луис Доминго де Сан-Леандро | Гонцал Гарсиа Вес тренер: Катя Киискинен                         | ПЕКЮ 2015            |
| 2015  | Серхио Вес Лабрадор        | Анхель Гарсиа Агирресабаль | Эдуардо де Пас Курезес      | Луис Доминго де Сан-Леандро | Марио Фернандес Родригес тренер: Катя Киискинен                  | ЗУ 2015 (10 место)   |

(скипы выделены полужирным шрифтом)